# Waldo's People
Waldo's People je finská eurodance skupina. V roce 2009 reprezentovala Finsko na Eurovision Song Contest 2009 v Moskvě s písní „Lose Control“. 12. května postoupila z prvního semifinálového kola coby divoká karta poroty, ve finále obsadila poslední 25. místo s 22 body.

## Diskografie

### Alba
- 1998: Waldo's People
- 2000: No Man's Land
- 2009: Paranoid

### Kompilace
- 2008: Back Again: The Greatest Hits

### Singly
- 1998: „U Drive Me Crazy“
- 1998: „Let's Get Busy“
- 1998: „I Dream“
- 2000: „1000 Ways“
- 2000: „No Man's Land“
- 2000: „Bounce (To The Rhythm Divine)“
- 2001: „Remedy“
- 2001: „Disconnected“
- 2008: „Back Again“
- 2008: „Emperor's Dawn“
- 2008: „Lose Control“
- 2009: „New Vibration“
- 2010: „I Wanna Be a Rockstar“
- 2010: „Jackpot“
- 2011: „Echo“
- 2014: „You“
- 2019: „Nousee“
- 2022: „Life Is Now“
- 2024: „Öljytyt lanteet“
- 2024: „Draamaa“
- 2024: „Sen pituinen se“
- 2024: „Kemiaa“
- 2024: „Syysunelma“
- 2024: „Piironkijalka“
- 2024: „How Can I Miss You“
- 2024: „Wish I Had an Angel“
- 2024: „Markku“
- 2025: „Sana vaan“
- 2025: „La Fiesta“